# باويبلا دي الكوكير
بلدية باويبلا دي الكوكير أو القُصَير (بالإسبانية: Puebla de Alcocer)‏, هي إحدى بلديات مقاطعة بطليوس, التي تقع في منطقة إكستريمادورا, والتي تقع في غرب إسبانيا.
يبلغ عدد سكانها 1.414 نسمة وفقاً لإحصائية سنة (2002).